# جاده ئی۸۲ اروپا
جاده ئی۸۲ اروپا (به انگلیسی: European route E82) یکی از جاده‌های اصلی قاره اروپا است.
این جاده که از شهر پورتو (پرتغال) شروع شده، در شهر توردسیلاس (اسپانیا) به پایان می‌رسد و ۳۷۹ کیلومتر مسافت دارد.